# توم ويلكينسون (لاعب كرة قدم كندية)
توم ويلكينسون (بالإنجليزية: Tom Wilkinson)‏ هو لاعب كرة قدم كندية أمريكي، ولد في 4 يناير 1943 في أوتوموا في الولايات المتحدة.